# Brentford Community Stadium
Brentford Community Stadium este un stadion din Brentford, vestul Londrei, care găzduiește atât meciuri ale echipei de fotbal Brentford, cât și ale clubului de rugby London Irish. Stadionul are o capacitate de 17.250 și este potrivit pentru a fi folosit atât pentru meciurile de fotbal, cât și pentru cele de rugby. Noul stadion se află în centrul planurilor de reconstrucție ale zonei, incluzând case noi și oportunități comerciale.

## Fundament
În octombrie 2002, după câțiva ani de speculații cu privire la o posibilă mutare, Brentford Football Club a anunțat planurile de a se muta pe un stadion cu capacitate de 20.000 de locuri lângă Kew Bridge. Aceasta a inclus o ambițioasă propunere de monorail, care a fost ulterior abandonată. După câțiva ani de incertitudine, proiectul a fost readus brusc în atenția publicului la sfârșitul anului 2007, când clubul a anunțat că a asigurat o opțiune pe locul unde urma să se construiască stadionul.
În februarie 2008 s-a anunțat un acord de parteneriat cu Barratt Homes pentru dezvoltarea sitului.
Planul clubului de a se muta pe un nou stadion a făcut un pas masiv înainte când, la 28 iunie 2012, clubul a cumpărat locul 31.000 m² de pe Lionel Road, Brentford, de la Barratt Homes, care a achiziționat inițial situl în ianuarie 2008. Clubul și-a propus să construiască un stadion cu o capacitate de 20.000 de locuri pentru sezonul 2016-17, cu opțiunea de extindere la 25.000 de locuri. În decembrie 2013, clubul a primit aprobarea pentru construirea noului stadion de către Consiliul Local Hounslow, cu aprobarea ulterioară solicitată și primită din partea primarului Londrei și a guvernului în decembrie 2013.